# Adrien Salenc
Adrien Salenc (né le 10 janvier 1997 à Nîmes) est un torero français en activité. Novillero entre 2016 et 2019, il prend l'alternative à Istres le 14 juin 2020.

## Novillero

### Temporada 2016
La carrière d'Adrien Salenc comme novillero avec picador débute le 5 juin 2016, aux arènes de Captieux (France). Il partage alors l'affiche avec Joaquín Galdós et Carlos Ochoa, et réussit à couper une oreille de chacun de ses taureaux (El Tajo).
En 2016, il participe à 15 corridas, et coupe un total de 20 oreilles. La plupart de ses engagements se déroulent en France, mais aussi en Espagne (Calasparra, Arganda du Roi, Becerril de la Sierra, Arnedo et Saragosse) ou en Amérique, dans les arènes de Xmatkuil (Yucatán).

### Temporada 2017
La temporada  2017 permet à Adrien Salenc d'accéder aux arènes de Madrid à deux reprises. Le reste de ses combats (13 au total) ont lieu en France et aussi lors de novilladas en Espagne, comme à Calasparra.

#### Début à Madrid
Sa présentation aux arènes de Las Ventas (Madrid) a lieu le 23 avril 2017, lors d'une novillada de Los Chospes, avec Mario Palacios et Ángel Pacheco. Lors de cette soirée il obtient deux ovations (une pour chaque toro)

### Temporada 2018
Lors de la temporada 2018, Adrien Salenc réussit à être 21 fois au cartel de différentes arènes de première, deuxième et troisième catégorie, telles que Calasparra, Villaseca de la Sagra, Algemesí, Arlés, Saragosse ou Madrid. Lors de cette temporada, il coupe un total de 24 oreilles et 1 queue.

### Temporada 2019
La dernière temporada d'Adrien Salenc comme novillero a lieu en 2019. Il se prépare à prendre l'alternative et combat dans trois arènes de première catégorie : Las Ventas (Madrid), Saragosse et Valence.

## Matador de toros

### Alternative
Adrien Salenc prend l'alternative le 19 juin 2019, aux arènes d'Istres (France). A cette occasion, il partage l'affiche avec Julián López "Le Juli" et le péruvien Andrés Roca Rey, lors d'une corrida de la ganaderia Zalduendo. Le taureau de son alternative est Zafarrancho, numéro 110, de cape noire et 498 kg. Il réussit à lui couper une oreille.
Il participe ensuite à la féria de Saint Ignace à Azpeitia. A cette date, ces autres apparitions ont ensuite lieu en France (à Dax ou Bayonne, par exemple). Il termine la temporada avec un total de 4 oreilles.